# George Manville Fenn
George Manville Fenn (* 3. Januar 1831 in London; † 26. August 1909 in Isleworth) war ein englischer Kinderbuchautor.
Nachdem er zunächst Privatunterricht erhalten hatte, ging er zwischen 1851 und 1854 an das Battersea Training College for Teachers. Anschließend war er für einige Zeit Schuldirektor (Master) einer kleinen Schule in Lincolnshire, wurde dann Drucker und veröffentlichte seit 1862 eine wenig erfolgreiche Zeitschrift für Poesie, die „Modern Metre“. Dann übernahm er eine Teilhaberschaft am „Hertfordshire and Essex Observer“, die sich aber ebenfalls als wenig lukrativ herausstellte.
Fenn begann für verschiedene Zeitschriften, wie Chamber's Journal and All the Year Round, zu schreiben. 1870 wurde er Herausgeber des Cassell’s Magazine, desgleichen zwischen 1873 und 1879 von Once a Week. Er veröffentlichte eine große Anzahl von Kinderbüchern, meist für Jungen gedacht, die zum großen Teil in den USA nachgedruckt worden sind.
Seit 1855 war Fenn mit Susanna Leake verheiratet, mit der er zwei Söhne und sechs Töchter hatte.

## Werke
- Georg Manville Fenn: Ein Beutel von Diamanten. Roman. Autorisierte Übersetzung aus dem Englischen von Alice Salzbrunn. (Roman- und Novellen-Schatz, Jg. 1, Nr. 20, 1899, 129 S.)